# Rio Frânca
O Rio Frânca é um rio da Romênia, afluente do Orjogoaia, localizado no distrito de Prahova.